# シュコダ30Tr
シュコダ30Tr（Škoda 30Tr）は、チェコのシュコダ・エレクトリックが展開するトロリーバス車両。車体の製造は同じくチェコのSORリブハヴィが手掛けており、シュコダ30Tr SOR（Škoda 30Tr SOR）と呼ばれる事もある。

## 概要
2000年代以降、シュコダ・トランスポーテーションの子会社であるシュコダ・エレクトリックは、国内外のバスメーカーと契約を結び、各社が製造した車体とシュコダ・エレクトリック製の電気機器を組み合わせたトロリーバスの展開を行っている。その中でも2010年に発表されたシュコダ30Trは、チェコのバスメーカーであるSORリブハヴィが手掛けるTNB 12と同型の車体を有する形式である。
車体の右側側面に3 - 4箇所の乗降扉を有するノンステップバスで、中央部の乗降扉のうち1箇所には車椅子用の収納式スロープが設置されている。また、ニーリング機構を用いることで停車時に乗降扉側の床面高さを下げる事も可能である。
電気機器はTNB 12と異なりシュコダ・エレクトリック製のものが用いられており、主電動機として出力160 kwの誘導電動機が搭載されている他、VVVFインバータ制御に対応したIGBT素子の制御装置によりメンテナンスの簡素化が図られる。これらの主要な電気機器は屋根上のボックス内に配置されている。また、顧客の要望に応じて非電化区間でも走行可能なディーゼル発電機や充電池の設置も可能である。

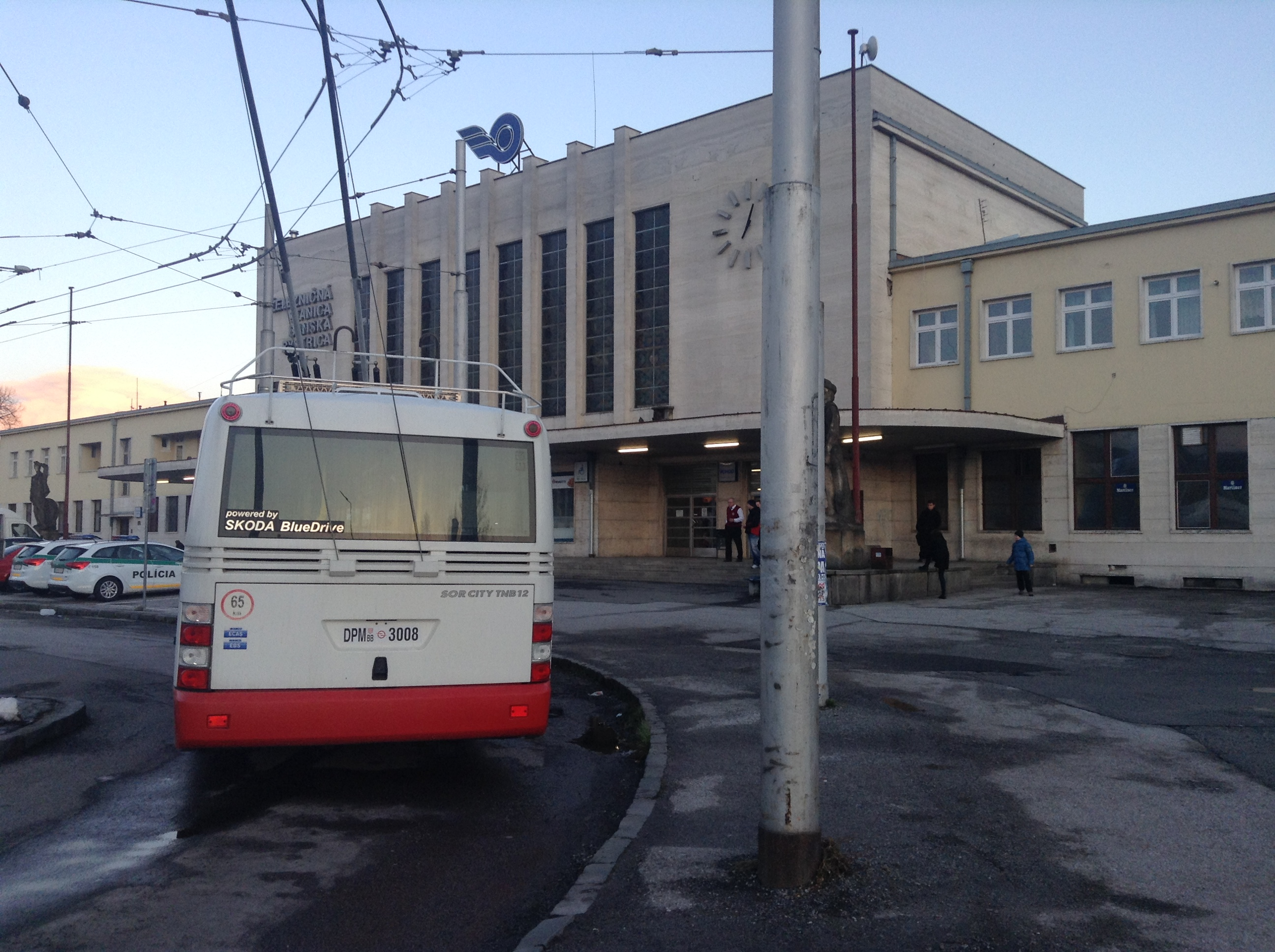
後方（バンスカー・ビストリツァ）

## 導入都市
2021年の時点でシュコダ30Trは以下の都市に導入されている。
| シュコダ30Tr 導入都市一覧 | シュコダ30Tr 導入都市一覧                                                 | シュコダ30Tr 導入都市一覧 | シュコダ30Tr 導入都市一覧 |
| 導入国                    | 都市                                                                      | 導入車両数                | 備考                      |
| ------------------------- | ------------------------------------------------------------------------- | ------------------------- | ------------------------- |
| チェコ                    | フラデツ・クラーロヴェー (フラデツ・クラーロヴェー・トロリーバス)         | 28両                      |                           |
| チェコ                    | パルドゥビツェ (パルドゥビツェ・トロリーバス)                             | 22両                      | [ 4 ]                     |
| チェコ                    | マリアーンスケー・ラーズニェ (マリアーンスケー・ラーズニェ・トロリーバス) | 8両                       | [ 8 ]                     |
| チェコ                    | テプリツェ (テプリツェ・トロリーバス)                                     | 8両                       |                           |
| チェコ                    | ズリーン オトロコヴィツェ (ズリーン/オトロコヴィツェ・トロリーバス)       | 7両                       |                           |
| スロバキア                | ブラチスラヴァ (ブラチスラヴァ・トロリーバス)                             | 50両                      |                           |
| スロバキア                | バンスカー・ビストリツァ (バンスカー・ビストリツァ・トロリーバス)         | 20両                      |                           |
| スロバキア                | プレショフ (プレショフ・トロリーバス)                                     | 9両                       |                           |
| スロバキア                | ジリナ (ジリナ・トロリーバス)                                             | 7両                       |                           |

## ギャラリー

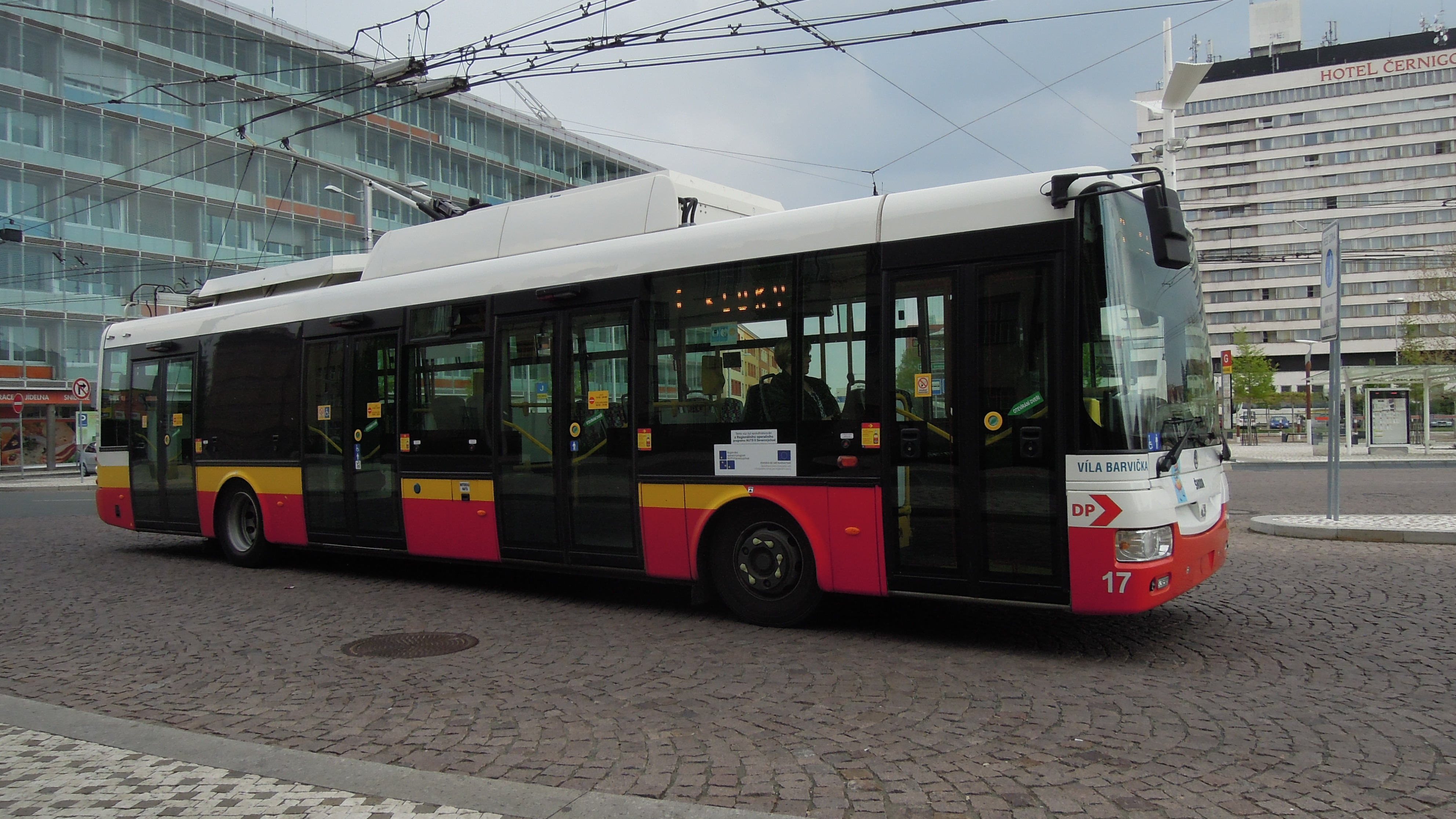
フラデツ・クラーロヴェー（2014年撮影）
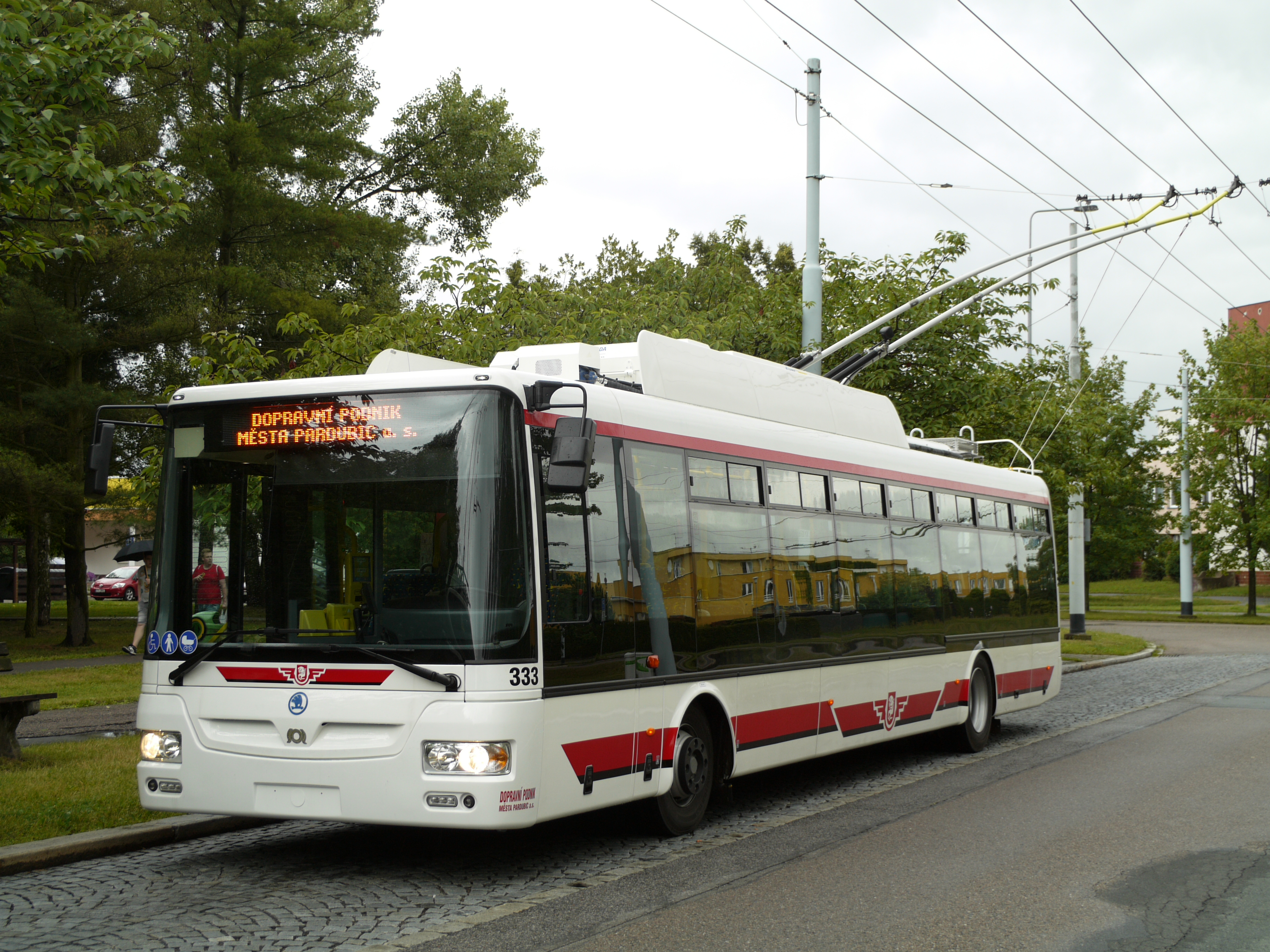
パルドゥビツェ（2016年撮影）
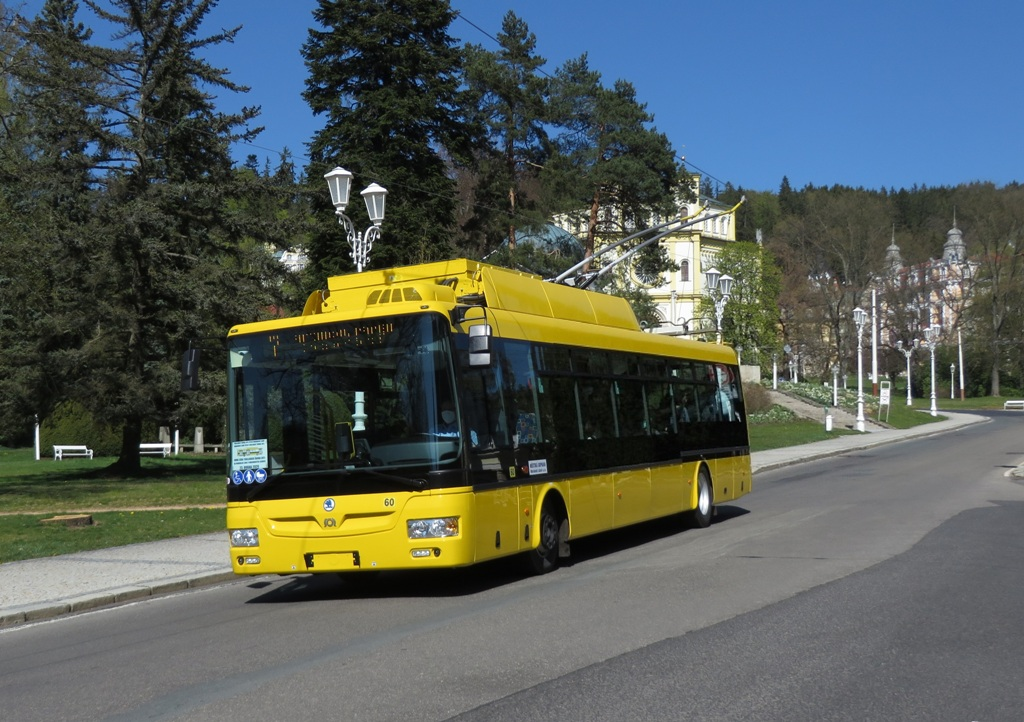
マリアーンスケー・ラーズニェ（2020年撮影）
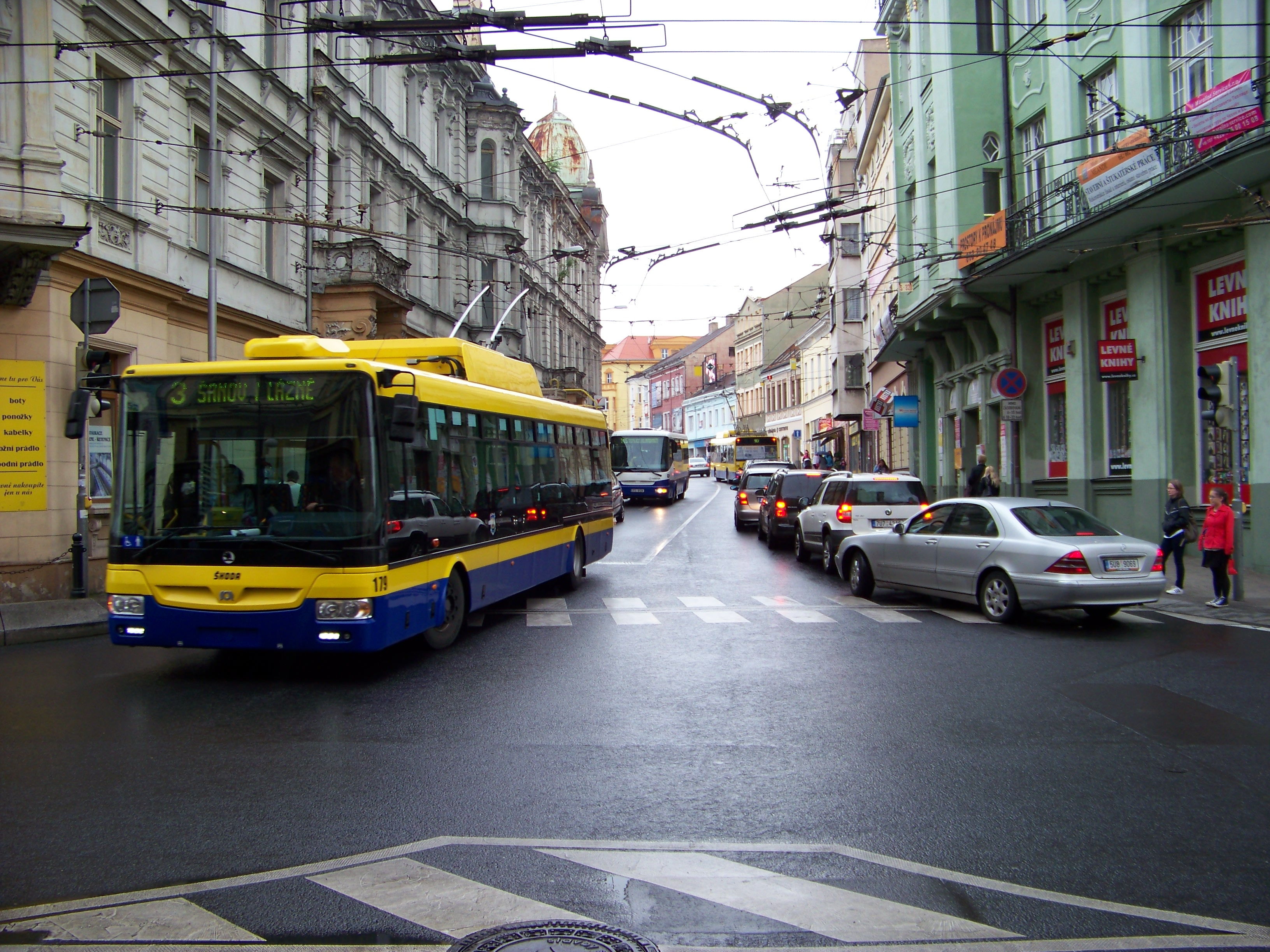
テプリツェ（2014年撮影）
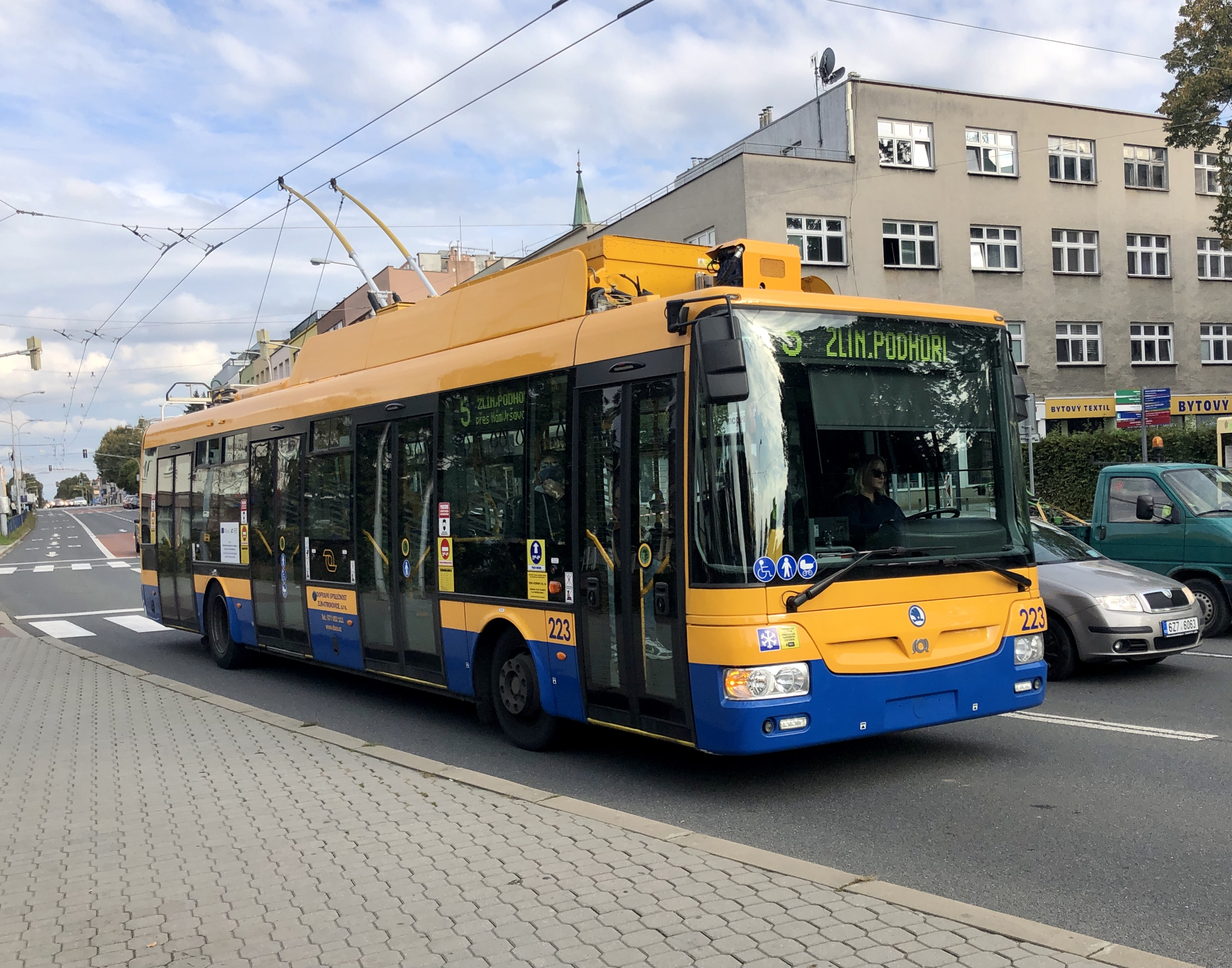
ズリーン（2020年撮影）
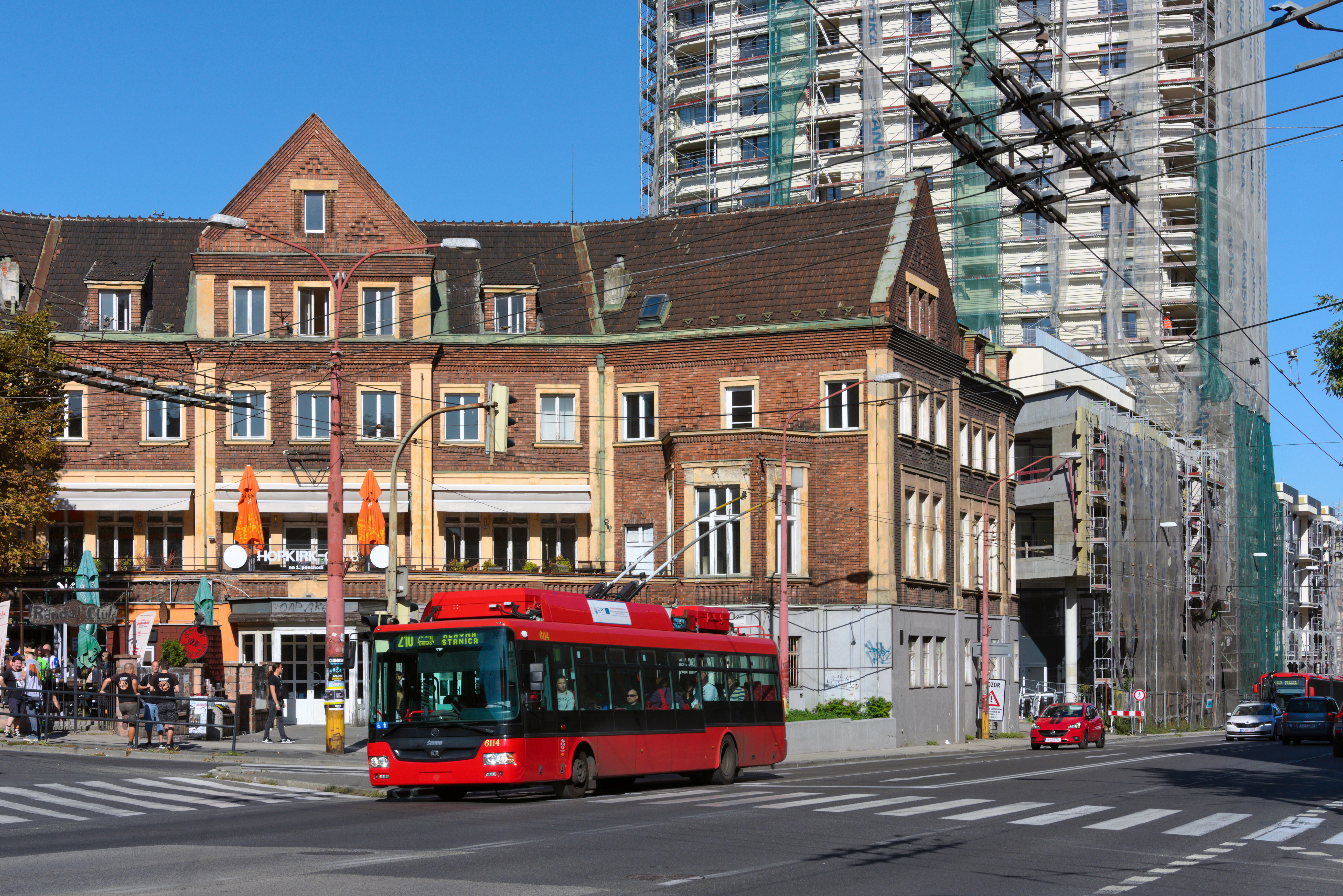
ブラチスラヴァ（2019年撮影）
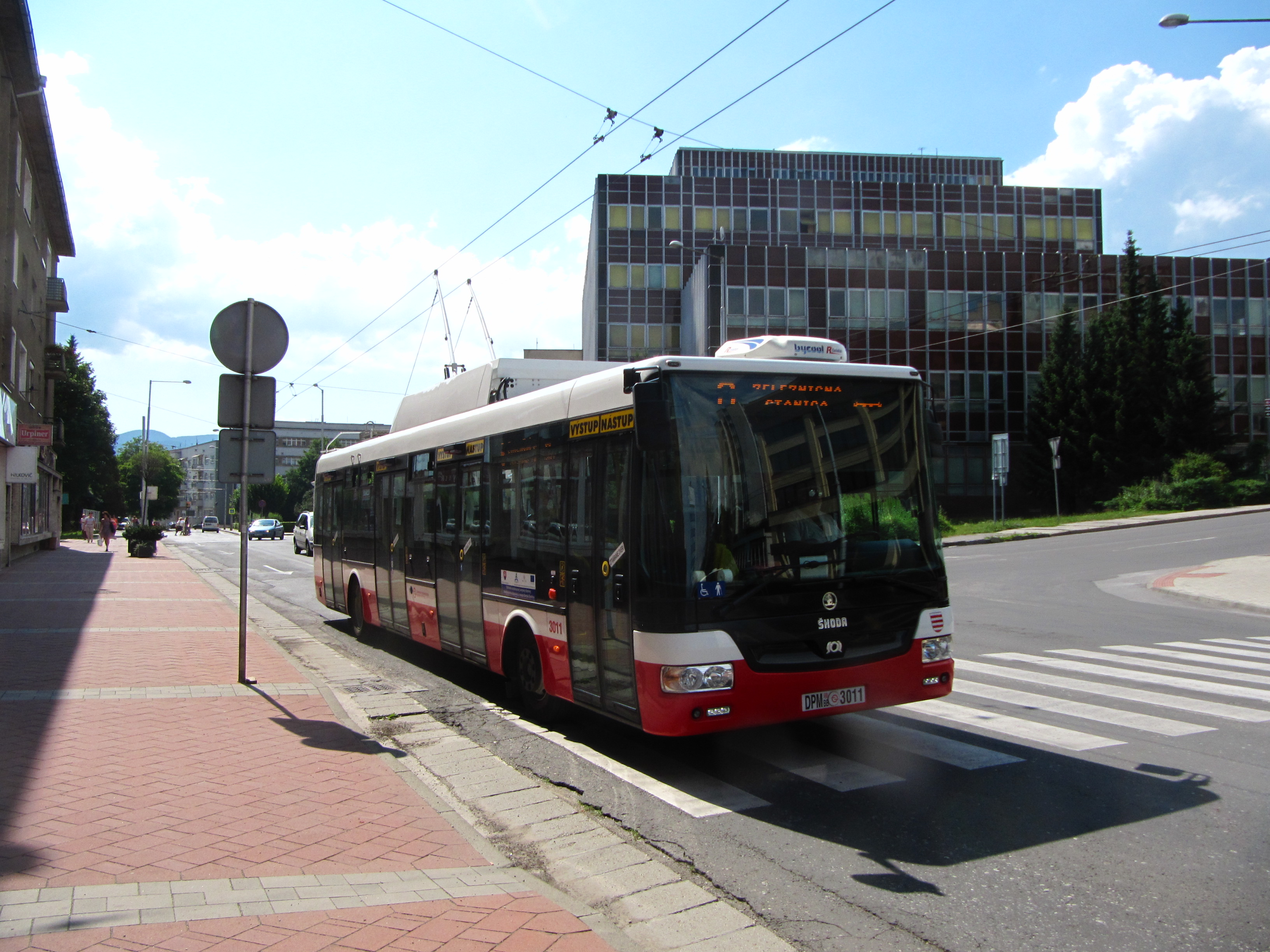
バンスカー・ビストリツァ（2012年撮影）